# Larisa Petrik

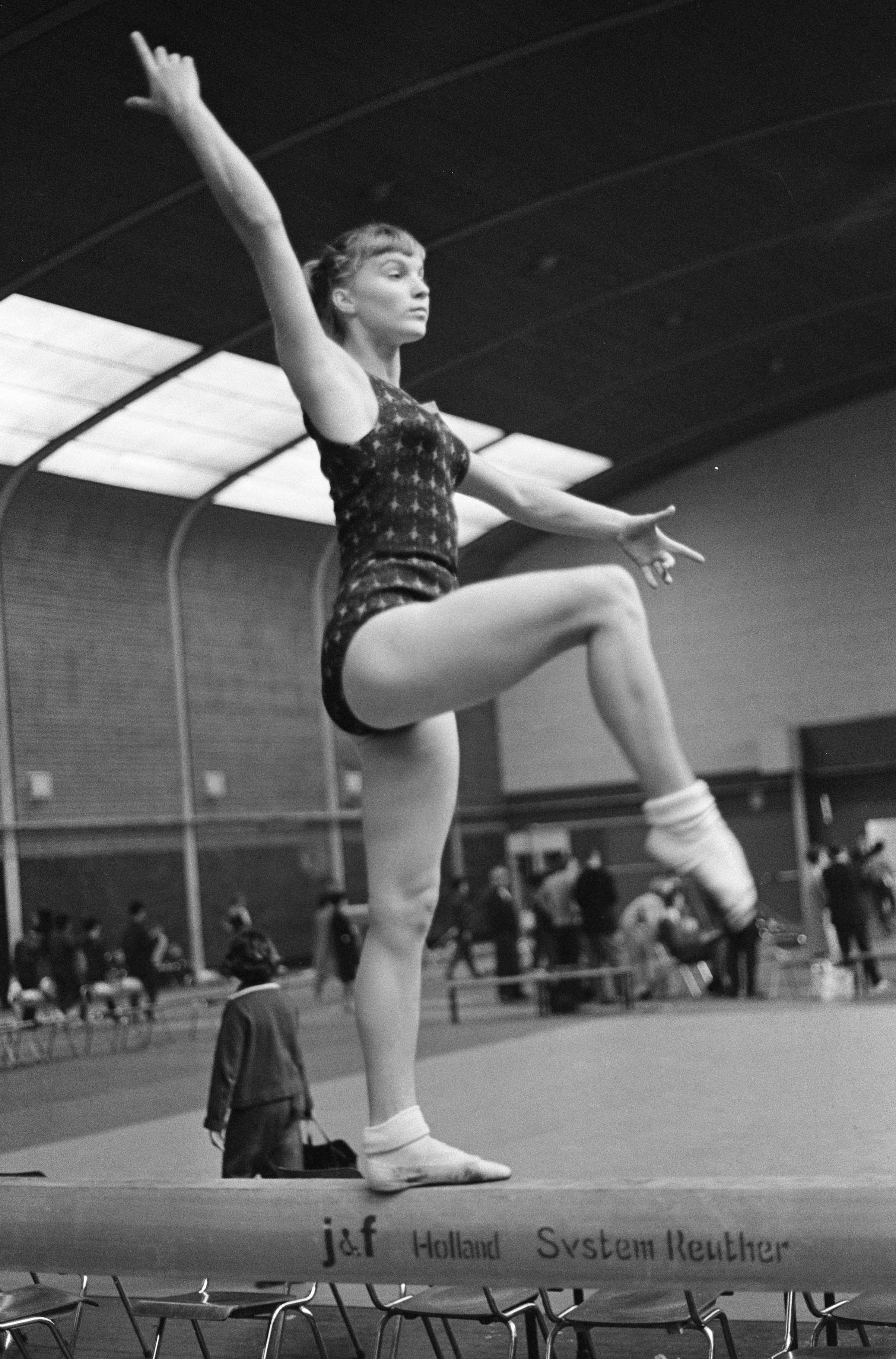
Larisa Petrik op de balk tijdens de Wereldkampioenschappen in 1966.

Larisa Leonidovna Petrik-Klimenko (Russisch: Лариса Леонидовна Петрик-Клименко) (Dolinsk, 28 augustus 1949) is een voormalig turnster uit de Sovjet-Unie. Ze vertegenwoordigde haar vaderland op de Olympische Zomerspelen 1968 in Mexico-Stad. 
Ze is getrouwd met turner Viktor Klimenko en samen hebben zij twee zoons, balletdanser Viktor (1975) en turner Vladimir (1985).

## Resultaten

### Olympische Zomerspelen
| Jaar | Plaats      | Resultaten                                             |
| ---- | ----------- | ------------------------------------------------------ |
| 1968 | Mexico-Stad | Team meerkamp · 4e Individuele meerkamp · Balk · Vloer |

### Wereldkampioenschappen
| Jaar | Plaats    | Resultaten                                                |
| ---- | --------- | --------------------------------------------------------- |
| 1966 | Dortmund  | Team meerkamp · 6e Individuele meerkamp · Balk · 4e Vloer |
| 1970 | Ljubljana | Team meerkamp · 6e Individuele meerkamp · Balk            |

### Europese kampioenschappen
| Jaar | Plaats | Resultaten                                                   |
| ---- | ------ | ------------------------------------------------------------ |
| 1965 | Sofia  | 4e Individuele meerkamp · 6e Brug ongelijk · Balk · 5e Vloer |

### Top scores
Hoogst behaalde scores op mondiaal niveau (Olympische Spelen of Wereldkampioenschap finales).
| Onderdeel            | Score  | Wedstrijd                   | Locatie     |
| -------------------- | ------ | --------------------------- | ----------- |
| Individuele meerkamp | 76.700 | Olympische Zomerspelen 1968 | Mexico-Stad |
| Balk                 | 19.250 | Wereldkampioenschappen 1966 | Dortmund    |
| Vloer                | 19.675 | Olympische Zomerspelen 1968 | Mexico-Stad |